# Paris-Roubaix 1948
La 46e édition de la course cycliste Paris-Roubaix a eu lieu le 4 avril 1948 et a été remportée par le Belge Rik Van Steenbergen.
La course est l'une des épreuves comptant pour le Challenge Desgrange-Colombo.

## Classement final
|    | Cycliste            | Équipe             | Temps           |
| -- | ------------------- | ------------------ | --------------- |
| 1  | Rik van Steenbergen | Mercier-Hutchinson | 5 h 35 min 31 s |
| 2  | Émile Idée          | Peugeot            | + 0 s           |
| 3  | Georges Claes       | Rochet-Dunlop      | + 16 s          |
| 4  | Adolf Verschueren   | Mercier-Hutchinson | + 16 s          |
| 5  | Fiorenzo Magni      | Wilier-Triestina   | + 16 s          |
| 6  | Gildo Monari        | -                  | + 16 s          |
| 7  | Marcel Rijckaert    | Mercier-Hutchinson | + 37 s          |
| 8  | Adolfo Leoni        | Legnano            | + 43 s          |
| 9  | André Mahé          | Olympia            | + 43 s          |
| 10 | Roger Gyselinck     | Rochet-Dunlop      | + 43 s          |